# Susan Gillingham
Susan E. Gillingham (* 11. Juli 1951 in Halifax, Yorkshire) ist eine anglikanische Bibelwissenschaftlerin und Spezialistin für das Buch der Psalmen. Ein Schwerpunkt ihrer Arbeit ist die Rezeptionsgeschichte biblischer Texte.

## Biografie
Gillingham studierte Theologie am London College of Divinity, das später unter dem Namen St John’s College Nottingham fortgeführt wurde. Sie promovierte 1987 an der University of Oxford mit einer Arbeit über den Psalter als Buch der persönlichen Frömmigkeit. 1995 wurde sie Dozentin für Altes Testament, Fellow und Tutor des Worcester College. Von 2014 bis zu ihrer Emeritierung 2019 hatte sie dort einen Lehrstuhl für Altes Testament inne.
2015 verlieh ihr die Universität Oxford als zweiter Frau überhaupt (und erster Britin) den Grad Doctor of Divinity. 2018/19 war sie Präsidentin der Society for Old Testament Study. Seit ihrer Emeritierung ist sie Senior Research Fellow des Worcester College. Im Rahmen des Oxford Research Centre in Humanities ist Gillingham Direktorin des Oxford Psalms Network.
Susan Gillingham ist ständige Diakonin (Permanent Deacon) der Church of England.

## Veröffentlichungen (Auswahl)
- Personal piety in the study of the psalms (Dissertation), 1987. (Download)
- One Bible Many Voices: Different Approaches To Biblical Studies. SPCK, London 1998. ISBN 978-0-281-04886-1.
- Psalms Through the Centuries (= Blackwell Bible Commentaries. Bände 1 bis 3)

Band 1: Psalms Through the Centuries. Wiley, Chichester 2012. ISBN 978-0-470-67490-1.
Band 2: A Reception History Commentary on Psalms 1–72. Wiley, Chichester 2020. ISBN  978-1-119-48018-1.
Band 3: A Reception History Commentary on Psalms 73–151. Wiley, Chichester 2022. ISBN 978-1-119-54225-4.